# 进步领土
进步领土—社会改革主义运动（法語：Territoires de progrès – Mouvement social-réformiste，缩写为TDP）是法国的一个中左翼政党 ，由原社会党籍法国外交部部长让-伊夫·勒德里昂与原共和国前进党籍法国行动和公共账务部部长奥利维耶·杜索普于2020年2月创立，目前参加马克龙领导的总统多数派党团。自2021年10月以来，该党主席一直是奥利维耶·杜索普。

## 历史
该党于2020年2月1日在塞纳-圣但尼省庞坦举行的一次会议上正式建立，同年7月2日在新闻发布会上公开。参议员泽维尔·亚科维利成为首任总书记。该党将自己定义为“社会民主主义者、改良主义者和亲欧洲主义者”。